# Temporada do São Paulo Futebol Clube de 2024
No ano de 2024, o São Paulo Futebol Clube disputou 68 jogos, obtendo 31 triunfos, 20 empates e 17 derrotas, um rendimento de 55,4%. Durante esse período, fez 94 gols e sofreu 62. O clube competiu em cinco competições, caindo nas quartas de final do Campeonato Paulista, Copa do Brasil e Copa Libertadores, terminando na sexta posição no Campeonato Brasileiro e ganhando a Supercopa.

## Resumo da temporada
O São Paulo começou a temporada de 2024 com uma reformulação substancial no seu elenco, resultando na saída de 13 atletas. Entre os que deixaram o clube, estão os atacantes Alexandre Pato, David e Erison, o lateral esquerdo Caio Paulista e o defensor Lucas Beraldo, este último negociado com o Paris Saint-Germain, da França. Em contrapartida, foram contratados os volantes Luiz Gustavo e Damián Bobadilla, bem como os atacantes Erick e Ferreirinha. Contudo, o evento mais marcante no começo do ano foi a saída do treinador Dorival Júnior, ocorrida em 7 de janeiro, para assumir a seleção brasileira. Em abril de 2023, quando foi contratado pelo clube, Dorival apresentou um bom rendimento, vencendo a Copa do Brasil. Com essa transferência, o São Paulo recebeu aproximadamente 4,5 milhões de reais da Confederação Brasileira de Futebol como multa rescisória, apesar de existirem discordâncias entre as partes sobre esse montante.
Devido à saída de Dorival, o São Paulo procurou um novo treinador e chegou a negociar com o argentino Luis Zubeldía, vencedor da Copa Sul-Americana de 2023 com a LDU de Quito, e com o português Pedro Martins. Contudo, optou-se pelo nome de Thiago Carpini, em virtude dos vice-campeonatos obtidos por ele Água Santa e no Juventude em 2023.
No dia 20 de janeiro, o São Paulo fez sua estreia no Campeonato Paulista com um triunfo por 3 a 1 sobre o Santo André, um jogo que se destacou pela presença recorde de 45.279 torcedores no estádio do Morumbis. Três dias mais tarde, empatou com o Mirassol em seu primeiro jogo como visitante. O primeiro grande triunfo ocorreu em 30 de janeiro, quando derrotou o Corinthians pela primeira vez na Neo Química Arena. Em seguida, no dia 4 de fevereiro, venceu o Palmeiras nas penalidades, resultado que lhe garantiu o título da Supercopa. Finalmente, o primeiro revés do ano aconteceu em 10 de fevereiro, diante da Ponte Preta, no estádio Moisés Lucarelli.
Embora tenha feito uma boa campanha na primeira fase do campeonato estadual, o São Paulo esteve perto de ser eliminado devido à pontuação elevada dos adversários do seu grupo. Porém, confirmou a classificação ao derrotar o Ituano por 3 a 2 na rodada final, com um gol de Lucas Moura nos minutos finais. De todo modo, em 17 de março, foi eliminado nas penalidades das quartas de final, tal como na temporada passada, desta vez para o Novorizontino, após um empate em 1 a 1. Devido à derrota, o clube retornou aos campos apenas no dia 4 de abril, quando foi derrotado pelo Talleres em sua estreia na Copa Libertadores. Esta derrota, juntamente com as derrotas para Fortaleza e Flamengo nas primeiras rodadas do Campeonato Brasileiro, bem como uma atuação insatisfatória na vitória contra o Cobresal, resultou na demissão de Carpini em 18 abril.
Dois dias após a demissão de Carpini, o São Paulo anunciou a contratação de Luis Zubeldía. O treinador estreou em 25 de abril, na vitória sobre o Barcelona de Guayaquil na terceira rodada da fase de grupos da Copa Libertadores, e acumulou uma sequência sem derrotas de 12 jogos, com oito triunfos e quatro empates. Essa sequência é a quinta maior de um técnico em início de carreira na história do clube e a maior deste século, superando o recorde de 11 jogos estabelecido por Dorival em 2023.
Sob o comando de Zubeldía, o São Paulo superou as oitavas de final na Copa do Brasil e na Copa Libertadores. No torneio internacional, o clube superou o Nacional de Montevidéu em um confronto que ficou marcado pela morte de Juan Izquierdo em 27 de agosto, vítima de um mal súbito sofrido durante o segundo segundo jogo, realizado no estádio do Morumbis. No mesmo dia em que a morte de Izquierdo foi confirmada, o clube jogou a primeira partida das quartas de final da Copa do Brasil contra o Atlético Mineiro, o que gerou críticas de alguns jornalistas esportivos.
O São Paulo encerrou o ano de 2024 com desclassificações nas quartas de final tanto na Copa do Brasil quanto na Copa Libertadores, além de alcançar a sexta posição no Campeonato Brasileiro, assegurando assim uma vaga direta na fase de grupos da Copa Libertadores de 2025.

## Partidas

### Supercopa
Devido ao título da Copa do Brasil em 2023, o São Paulo competiu na Supercopa contra o Palmeiras em um jogo único, que aconteceu no estádio Governador Magalhães Pinto, em Belo Horizonte. O clube conquistou o título ao triunfar nas penalidades, depois de um empate sem gols no tempo normal.
| 4 de fevereiro                               | Palmeiras | 0 − 0 (2 – 4 pen.)                                         | São Paulo | Belo Horizonte                                                                                                  |  |
| 16:00 (UTC−3)                                |           | Súmula Boletim financeiro                                  |           | Estádio: Governador Magalhães Pinto Público: 42 741 Renda: R$ 7 736 903,00 Árbitro: SC Bráulio da Silva Machado |  |
|                                              |           | Penalidades                                                |           | |  |
| Raphael Veiga Gabriel Menino Murilo Piquerez |           | Jonathan Calleri Giuliano Galoppo Pablo Maia Michel Araújo |           | |  |

### Campeonato Paulista
O São Paulo iniciou a temporada de 2024 competindo no Campeonato Paulista, obtendo um desempenho de seis vitórias, cinco empates e duas derrotas. O início da campanha foi em 20 de janeiro contra o Santo André e o término ocorreu em 17 de março, com a eliminação nas quartas de final para o Novorizontino.
| 20 de janeiro | São Paulo                                             | 3 − 1                     | Santo André | São Paulo                                                                                    |  |
| 20:00 (UTC−3) | Lucas Moura 6' (pen.) · Luciano 38' · Diego Costa 41' | Súmula Boletim financeiro | Cléo 21'    | Estádio: Morumbis Público: 45 270 Renda: R$ 2 377 411,00 Árbitro: Douglas Marques das Flores |  |

| 23 de janeiro | Mirassol        | 1 − 1                     | São Paulo                     | Mirassol                                                                                               |  |
| 19:30 (UTC−3) | Luiz Otávio 38' | Súmula Boletim financeiro | Giuliano Galoppo 45+3' (pen.) | Estádio: José Maria de Campos Maia Público: 11 612 Renda: R$ 850 860,00 Árbitro: Lucas Canetto Bellote |  |

| 27 de janeiro | São Paulo        | 1 − 0                     | Portuguesa | São Paulo                                                                                   |  |
| 18:00 (UTC−3) | Luiz Gustavo 21' | Súmula Boletim financeiro |            | Estádio: Morumbis Público: 45 840 Renda: R$ 2 549 211,00 Árbitro: Matheus Delgado Candançan |  |

| 30 de janeiro | Corinthians | 1 − 2                     | São Paulo                               | São Paulo                                                                                                 |  |
| 19:30 (UTC−3) | Arthur 90'  | Súmula Boletim financeiro | Jonathan Calleri 19' · Luiz Gustavo 55' | Estádio: Neo Química Arena Público: 43 080 Renda: R$ 2 488 558,50 Árbitro: Vinícius Gonçalves Dias Araújo |  |

| 7 de fevereiro | São Paulo                                        | 3 − 0                     | Água Santa | São Paulo                                                                       |  |
| 21:35 (UTC−3)  | Damián Bobadilla 9' · Juan 76' · Alan Franco 86' | Súmula Boletim financeiro |            | Estádio: Morumbis Público: 36 456 Renda: R$ 1 422 649,00 Árbitro: Raphael Claus |  |

| 10 de fevereiro | Ponte Preta                      | 2 − 0                     | São Paulo | Campinas                                                                                            |  |
| 18:00 (UTC−3)   | Gabriel Risso 74' · Renato 90+1' | Súmula Boletim financeiro |           | Estádio: Moisés Lucarelli Público: 11 451 Renda: R$ 267 530,00 Árbitro: Fabiano Monteiro dos Santos |  |

| 14 de fevereiro | São Paulo | 0 − 1                     | Santos                     | São Paulo                                                                     |  |
| 19:30 (UTC−3)   |           | Súmula Boletim financeiro | Alfredo Morelos 65' (pen.) | Estádio: Morumbis Público: 45 722 Renda: R$ 2 535 440,00 Árbitro: Edina Alves |  |

| 17 de fevereiro | São Paulo                          | 2 − 2                     | Red Bull Bragantino                         | São Paulo                                                                                        |  |
| 18:00 (UTC−3)   | Erick 88' · Jonathan Calleri 90+2' | Súmula Boletim financeiro | Thiago Borbas 6' · Ignacio Laquintana 90+6' | Estádio: Morumbis Público: 44 756 Renda: R$ 2 600 939,00 Árbitro: Vinícius Gonçalves Dias Araújo |  |

| 25 de fevereiro | Guarani          | 1 − 1                     | São Paulo                   | Campinas                                                                                               |  |
| 18:00 (UTC−3)   | Léo Santos 90+5' | Súmula Boletim financeiro | Jonathan Calleri 24' (pen.) | Estádio: Brinco de Ouro da Princesa Público: 9 370 Renda: R$ 243 090,00 Árbitro: Lucas Canetto Bellote |  |

| 28 de Fevereiro | Inter de Limeira | 0 − 3                     | São Paulo                                               | Brasília                                                                                            |  |
| 21:35 (UTC−3)   |                  | Súmula Boletim financeiro | Ferreirinha 45+2' · Luciano 82' · James Rodríguez 90+4' | Estádio: Mané Garrincha Público: 30 592 Renda: R$ 3 565 836,00 Árbitro: Fabiano Monteiro dos Santos |  |

| 3 de março    | São Paulo   | 1 − 1                     | Palmeiras                | São Paulo                                                                                   |  |
| 20:00 (UTC−3) | Alisson 25' | Súmula Boletim financeiro | Raphael Veiga 57' (pen.) | Estádio: Morumbis Público: 55 030 Renda: R$ 3 693 222,00 Árbitro: Matheus Delgado Candançan |  |

| 10 de março   | Ituano              | 2 − 3                     | São Paulo                                                | Itu                                                                                        |  |
| 16:00 (UTC−3) | Zé Carlos 27' e 88' | Súmula Boletim financeiro | Ferreirinha 19' · Luciano 35' · Lucas Moura 90+7' (pen.) | Estádio: Doutor Novelli Junior Público: 10 864 Renda: R$ 725 090,00 Árbitro: Raphael Claus |  |

| 17 de março                                                            | São Paulo       | 1 − 1 (4 – 5 pen.)                                        | Novorizontino | São Paulo                                                                                   |  |
| 18:00 (UTC−3)                                                          | Ferreirinha 23' | Súmula Boletim financeiro                                 | Rômulo 12'    | Estádio: Morumbis Público: 55 197 Renda: R$ 4 022 136,00 Árbitro: Flávio Rodrigues de Souza |  |
|                                                                        |                 | Penalidades                                               |               |                                                                                             |  |
| Lucas Moura Luciano Pablo Maia Michel Araújo Igor Vinícius Diego Costa |                 | Lucca Danilo Barcelos Fabrício Daniel Chico Marlon Renato |               |                                                                                             |  |

### Copa Libertadores
O São Paulo fez sua estreia na Copa Libertadores em 4 de abril, diante do Talleres, da Argentina, adversário que enfrentou na fase inicial de 2019. O clube foi o primeiro colocado do grupo B, com 13 pontos, e venceu o Nacional de Montevidéu nas oitavas de final. No entanto, foi eliminado pelo Botafogo na fase subsequente. Em toda a competição, participou de 10 jogos, obtendo cinco vitórias, quatro empates e apenas uma derrota.
| 4 de abril    | Talleres                                 | 2 − 1  | São Paulo   | Córdova                                                                   |  |
| 21:00 (UTC−3) | Ramiro Rodríguez 45+6' · Rubén Botta 53' | Súmula | Luciano 66' | Estádio: Mario Alberto Kempes Público: 35 568 Árbitro: VEN Alexis Herrera |  |

| 10 de abril   | São Paulo                              | 2 − 0  | Cobresal | São Paulo                                                                           |  |
| 21:30 (UTC−3) | André Silva 82' · Jonathan Calleri 88' | Súmula |          | Estádio: Morumbis Público: 49 502 Renda: R$ 3,643,692,50 Árbitro: COL Carlos Ortega |  |

| 25 de abril   | Barcelona de Guayaquil | 0 − 2  | São Paulo                          | Guaiaquil                                                                         |  |
| 21:00 (UTC−3) |                        | Súmula | Jonathan Calleri 17' · Alisson 64' | Estádio: Monumental Isidro Romero Carbo Público: 20,581 Árbitro: PAR Juan Benítez |  |

| 8 de maio     | Cobresal         | 1 − 3  | São Paulo                                               | Calama                                                                           |  |
| 21:30 (UTC−3) | Diego Coelho 23' | Súmula | Luciano 38' · Rodrigo Nestor 60' · Jonathan Calleri 78' | Estádio: Zorros del Desierto Público: 3 029 Árbitro: ESP Juan Manuel Lopez Amaya |  |

| 16 de maio    | São Paulo | 0 − 0  | Barcelona de Guayaquil | São Paulo                                                                          |  |
| 21:00 (UTC−3) |           | Súmula |                        | Estádio: Morumbis Público: 50 516 Renda: R$ 3,966,890,00 Árbitro: PER Kevin Ortega |  |

| 29 de maio    | São Paulo                              | 2 − 0  | Talleres | São Paulo                                                                         |  |
| 21:30 (UTC−3) | Lucas Moura 45+4' (pen.) · Luciano 90' | Súmula |          | Estádio: Morumbis Público: 56 162 Renda: R$ 5,153,140,00 Árbitro: COL Jhon Ospina |  |

| 15 de agosto  | Nacional | 0 − 0  | São Paulo | Montevidéu                                                              |  |
| 19:00 (UTC−3) |          | Súmula |           | Estádio: Gran Parque Central Público: 31 102 Árbitro: ARG Facundo Tello |  |

| 22 de agosto  | São Paulo                                   | 2 − 0  | Nacional | São Paulo                                                                         |  |
| 19:00 (UTC−3) | Damián Bobadilla 31' · Jonathan Calleri 47' | Súmula |          | Estádio: Morumbis Público: 60 032 Renda: R$ 5,790,757,50 Árbitro: COL Josh Ospina |  |

| 18 de setembro | Botafogo | 0 − 0  | São Paulo | Rio de Janeiro                                                                                       |  |
| 21:30 (UTC−3)  |          | Súmula |           | Estádio: Olímpico Nilton Santos Público: 40 089 Renda: R$ 2,466,890,00 Árbitro: URU Esteban Ostojich |  |

| 25 de setembro                                                                 | São Paulo            | 1 − 1 (4 – 5 pen.)                                                    | Botafogo          | São Paulo                                                                           |  |
| 21:30 (UTC−3)                                                                  | Jonathan Calleri 87' | Súmula                                                                | Thiago Almada 15' | Estádio: Morumbis Público: 61 329 Renda: R$ 7,792,604,00 Árbitro: ARG Dario Herrera |  |
|                                                                                |                      | Penalidades                                                           |                   |                                                                                     |  |
| Jonathan Calleri Luiz Gustavo Lucas Moura Igor Vinícius Luciano Rodrigo Nestor |                      | Tchê Tchê Danilo Barbosa Marçal Vitinho Thiago Almada Matheus Martins |                   |                                                                                     |  |

### Copa do Brasil
O São Paulo iniciou sua participação na Copa do Brasil já na terceira fase, vencendo os dois jogos contra o Águia de Marabá em maio. Nas fases seguintes, passou pelo Goiás, antes de ser eliminado pelo Atlético Mineiro nas quartas de final. Ao todo, disputou seis partidas, obtendo três vitórias, dois empates e uma derrota.
| 2 de maio     | Águia de Marabá | 1 − 3     | São Paulo                         | Belém |  |
| 19:30 (UTC−3) | Wender 35'      | Relatório | Juan 36' e 40' · Luiz Gustavo 62' | Estádio: Jornalista Edgar Proença Público: 23 389 Renda: R$ 1,451,100,00 Árbitro: ES Arthur Gomes Rabelo |  |

| 23 de maio    | São Paulo                          | 2 − 0     | Águia de Marabá | São Paulo                                                                                     |  |
| 21:30 (UTC−3) | Lucas Moura 36' (pen.) · Erick 43' | Relatório |                 | Estádio: Morumbis Público: 38 409 Renda: R$ 1,221,893,00 Árbitro: CE Marcelo de Lima Henrique |  |

| 30 de julho   | São Paulo                          | 2 − 0     | Goiás | São Paulo                                                                                          |  |
| 20:00 (UTC−3) | Luciano 47' · Jonathan Calleri 80' | Relatório |       | Estádio: Morumbis Público: 45 191 Renda: R$ 2,244,888,00 Árbitro: RS Jonathan Benkenstein Pinheiro |  |

| 8 de agosto   | Goiás | 0 − 0     | São Paulo | Goiânia                                                                                                |  |
| 20:00 (UTC−3) |       | Relatório |           | Estádio: Hailé Pinheiro Público: 8 281 Renda: R$ 338,940,00 Árbitro: MG Paulo César Zanovelli da Silva |  |

| 28 de agosto  | São Paulo | 0 − 1     | Atlético Mineiro      | São Paulo                                                                          |  |
| 21:30 (UTC−3) |           | Relatório | Rodrigo Battaglia 90' | Estádio: Morumbis Público: 3,949,854,00 Renda: R$ Árbitro: RS Rafael Rodrigo Klein |  |

| 12 de setembro | Atlético Mineiro | 0 − 0     | São Paulo | Belo Horizonte                                                             |  |
| 21:45 (UTC−3)  |                  | Relatório |           | Estádio: Arena MRV Público: 41 552 Renda: R$ Árbitro: SC Ramon Abatti Abel |  |

### Campeonato Brasileiro
No Campeonato Brasileiro, a performance do São Paulo foi de 51%, com 17 vitórias, oito empates e 13 derrotas, terminando a competição na sexta posição.
| 13 de abril   | São Paulo       | 1 − 2     | Fortaleza                            | São Paulo                                                                                      |  |
| 21:00 (UTC−3) | André Silva 84' | Relatório | Juan Lucero 65' · Imanol Machuca 79' | Estádio: Morumbis Público: 35 055 Renda: R$ R$ 1,836,126,00 Árbitro: RJ Wilson Roberto Santoro |  |

| 17 de abril   | Flamengo                                 | 2 − 1     | São Paulo       | Rio de Janeiro                                                                                         |  |
| 21:30 (UTC−3) | Luiz Araújo 19' · Nicolás de la Cruz 54' | Relatório | Ferreirinha 78' | Estádio: Jornalista Mário Filho Público: 48 103 Renda: R$ R$ 2,496,042,50 Árbitro: RS Anderson Daronco |  |

| 21 de abril   | Atlético Goianiense | 0 − 3     | São Paulo                                                   | Goiânia                                                                                              |  |
| 18:30 (UTC−3) |                     | Relatório | Jonathan Calleri 13' · Luciano 51' (pen.) · Ferreirinha 75' | Estádio: Antônio Accioly Público: 9 017 Renda: R$ R$ 763,180,00 Árbitro: SC Bráulio da Silva Machado |  |

| 29 de abril   | São Paulo | 0 − 0     | Palmeiras | São Paulo                                                                                      |  |
| 20:00 (UTC−3) |           | Relatório |           | Estádio: Morumbis Público: 55 694 Renda: R$ R$ 3,444,111,00 Árbitro: GO Wilton Pereira Sampaio |  |

| 5 de maio     | Vitória              | 1 − 3     | São Paulo                                | Salvador                                               |  |
| 16:00 (UTC−3) | Willian Oliveira 49' | Relatório | Luciano 45' e 52' · Nahuel Ferraresi 84' | Estádio: Manoel Barradas Árbitro: SC Ramon Abatti Abel |  |

| 13 de maio    | São Paulo                                  | 2 − 1     | Fluminense             | São Paulo                                                                                |  |
| 20:00 (UTC−3) | Damián Bobadilla 32' · Robert Arboleda 83' | Relatório | Igor Vinícius 28' (gc) | Estádio: Morumbis Público: 39 515 Renda: R$ R$ 2,103,391,00 Árbitro: RS Anderson Daronco |  |

| 2 de junho    | São Paulo                             | 2 − 0     | Cruzeiro | São Paulo                                                                                   |  |
| 18:30 (UTC−3) | Lucas Moura 5' · Jonathan Calleri 48' | Relatório |          | Estádio: Morumbis Público: 44 928 Renda: R$ R$ 2,560,112,00 Árbitro: PR Lucas Paulo Torezin |  |

| 13 de junho   | Internacional | 0 − 0     | São Paulo | Criciúma                                                      |  |
| 20:00 (UTC−3) |               | Relatório |           | Estádio: Heriberto Hülse Árbitro: SC Bráulio da Silva Machado |  |

| 16 de junho   | Corinthians                              | 2 − 2     | São Paulo                      | São Paulo                                                                                          |  |
| 16:00 (UTC−3) | Igor Coronado 31' · Gustavo Mosquito 45' | Relatório | Lucas Moura 4' · Cacá 41' (gc) | Estádio: Neo Química Arena Público: 46 129 Renda: R$ R$ 2,673,323,50 Árbitro: SC Ramon Abatti Abel |  |

| 19 de junho   | São Paulo | 0 − 1     | Cuiabá    | São Paulo                                                                                        |  |
| 20:00 (UTC−3) |           | Relatório | Eliel 82' | Estádio: Morumbis Público: 33 586 Renda: R$ R$ 1,726,202,50 Árbitro: SC Gustavo Ervino Bauermann |  |

| 22 de junho   | Vasco da Gama                                                              | 4 − 1     | São Paulo       | Rio de Janeiro                                                                                    |  |
| 21:30 (UTC−3) | Alan Franco 33' (gc) · Guilherme Estrella 45' · Leandrinho 80' · David 90' | Relatório | André Silva 10' | Estádio: Vasco da Gama Público: 5 036 Renda: R$ R$ 272,481,00 Árbitro: RN Caio Max Augusto Vieira |  |

| 27 de junho   | São Paulo                | 2 − 1     | Criciúma         | São Paulo                                                                                         |  |
| 20:00 (UTC−3) | Alisson 1' · Luciano 21' | Relatório | Arthur Caíke 90' | Estádio: Morumbis Público: 28 008 Renda: R$ R$ 1,382,121,00 Árbitro: BA Bruno Pereira Vasconcelos |  |

| 30 de junho   | São Paulo                                            | 3 − 1     | Bahia        | São Paulo                                                                                        |  |
| 16:00 (UTC−3) | Jonathan Calleri 29' · Ferreirinha 32' · Luciano 64' | Relatório | Gilberto 48' | Estádio: Morumbis Público: 49 037 Renda: R$ R$ 2,897,611,00 Árbitro: CE Marcelo de Lima Henrique |  |

| 3 de julho    | Athletico Paranaense | 1 − 2     | São Paulo                              | Curitiba                                                                      |  |
| 21:30 (UTC−3) | Fernandinho 38'      | Relatório | Ferreirinha 33' · Jonathan Calleri 61' | Estádio: Mário Celso Petraglia Público: 28 632 Árbitro: RJ Alex Gomes Stefano |  |

| 6 de julho    | São Paulo                     | 2 − 0     | Red Bull Bragantino | São Paulo                                                                                         |  |
| 20:00 (UTC−3) | André Silva 65' · Luciano 90' | Relatório |                     | Estádio: Morumbis Público: 46 321 Renda: R$ R$ 2,723,970,00 Árbitro: BA Bruno Pereira Vasconcelos |  |

| 11 de julho   | Atlético Mineiro                  | 2 − 1     | São Paulo       | Belo Horizonte                                                          |  |
| 21:30 (UTC−3) | Eduardo Vargas 12' · Paulinho 45' | Relatório | Lucas Moura 18' | Estádio: Arena MRV Público: 28 772 Árbitro: CE Marcelo de Lima Henrique |  |

| 17 de julho   | São Paulo      | 1 − 0     | Grêmio | São Paulo                                                                                        |  |
| 20:00 (UTC−3) | Lucas Moura 9' | Relatório |        | Estádio: Morumbis Público: 53 168 Renda: R$ R$ 3,248,493,00 Árbitro: SC Gustavo Ervino Bauermann |  |

| 21 de julho   | Juventude | 0 − 0     | São Paulo | Brasília                                                                   |  |
| 18:30 (UTC−3) |           | Relatório |           | Estádio: Mané Garrincha Público: 26 476 Árbitro: GO Wilton Pereira Sampaio |  |

| 24 de julho   | São Paulo                               | 2 − 2     | Botafogo                                  | São Paulo                                                                                        |  |
| 19:30 (UTC−3) | Lucas Moura 5' (pen.) · Ferreirinha 60' | Relatório | Tiquinho Soares 11' (pen.) · Cuiabano 21' | Estádio: Morumbis Público: 53 244 Renda: R$ R$ 3,155,055,00 Árbitro: MG Felipe Fernandes de Lima |  |

| 27 de julho   | Fortaleza               | 1 − 0     | São Paulo | Fortaleza                                                                |  |
| 21:30 (UTC−3) | Renato Kayzer 4' (pen.) | Relatório |           | Estádio: Governador Plácido Castelo Árbitro: ES Davi de Oliveira Lacerda |  |

| 3 de agosto   | São Paulo            | 1 − 0     | Flamengo | São Paulo                                                                                    |  |
| 21:30 (UTC−3) | Jonathan Calleri 61' | Relatório |          | Estádio: Morumbis Público: 58 065 Renda: R$ R$ 4,007,778,00 Árbitro: RS Rafael Rodrigo Klein |  |

| 11 de agosto  | São Paulo       | 1 − 0     | Atlético Goianiense | São Paulo                                                                                        |  |
| 16:00 (UTC−3) | André Silva 15' | Relatório |                     | Estádio: Morumbis Público: 46 600 Renda: R$ R$ 2,670,805,00 Árbitro: ES Davi de Oliveira Lacerda |  |

| 18 de agosto  | Palmeiras             | 2 − 1     | São Paulo   | São Paulo                                                                                   |  |
| 16:00 (UTC−3) | Flaco López 54' e 90' | Relatório | Luciano 72' | Estádio: Allianz Parque Público: 35,791 Renda: R$ R$ 3,635,550,69 Árbitro: SP Raphael Claus |  |

| 25 de agosto  | São Paulo                    | 2 − 1     | Vitória               | São Paulo                                                                                      |  |
| 18:30 (UTC−3) | William Gomes 5' · Erick 29' | Relatório | Alerrandro 61' (pen.) | Estádio: Morumbis Público: 32,712 Renda: R$ R$ 1,670,721,00 Árbitro: GO Wilton Pereira Sampaio |  |

| 1 de setembro | Fluminense                | 2 − 0     | São Paulo | Rio de Janeiro |  |
| 18:30 (UTC−3) | Kauã Elias 31' · Keno 90' | Relatório |           | Estádio: Jornalista Mário Filho Público: 45 759 Renda: R$ R$ 1,588,294,50 Árbitro: MG Paulo César Zanovelli da Silva |  |

| 15 de setembro | Cruzeiro | 0 − 1     | São Paulo         | Belo Horizonte                                                                                                   |  |
| 18:30 (UTC−3)  |          | Relatório | William Gomes 58' | Estádio: Governador Magalhães Pinto Público: 44 743 Renda: R$ R$ 1,884,748,00 Árbitro: GO Wilton Pereira Sampaio |  |

| 22 de setembro | São Paulo  | 1 − 3     | Internacional                                        | São Paulo                                                                                 |  |
| 18:30 (UTC−3)  | Luciano 5' | Relatório | Bruno Gomes 41' · Thiago Maia 54' · Alan Patrick 62' | Estádio: Morumbis Público: 39 078 Renda: R$ R$ 2,083,806,00 Árbitro: SC Ramon Abatti Abel |  |

| 29 de setembro | São Paulo                                                      | 3 − 1     | Corinthians      | Brasília                                                                                           |  |
| 16:00 (UTC−3)  | Lucas Moura 45' (pen.) · Robert Arboleda 74' · André Silva 90' | Relatório | Yuri Alberto 82' | Estádio: Mané Garrincha Público: 44 743 Renda: R$ R$ 2,928,201,50 Árbitro: RS Rafael Rodrigo Klein |  |

| 5 de outubro  | Cuiabá                       | 2 − 0     | São Paulo | Cuiabá                                               |  |
| 19:00 (UTC−3) | Bruno Alves 3' · Clayson 42' | Relatório |           | Estádio: Arena Pantanal Árbitro: RS Anderson Daronco |  |

| 16 de outubro | São Paulo                         | 3 − 0     | Vasco da Gama | Campinas |  |
| 21:45 (UTC−3) | Luciano 8' · Lucas Moura 1' e 66' | Relatório |               | Estádio: Brinco de Ouro da Princesa Público: 15 497 Renda: R$ R$ 991,227 Árbitro: ES Davi de Oliveira Lacerda |  |

| 26 de outubro | Criciúma         | 1 − 1     | São Paulo     | Criciúma                                                                                          |  |
| 21:00 (UTC−3) | Felipe Vizeu 22' | Relatório | Liziero 87' · | Estádio: Heriberto Hülse Público: 17 422 Renda: R$ R$ 859,900,00 Árbitro: RS Rafael Rodrigo Klein |  |

| 5 de novembro | Bahia | 0 − 3     | São Paulo                                                | Salvador                                                                                           |  |
| 21:30 (UTC−3) |       | Relatório | Luiz Gustavo 40' · Wellington Rato 65' · Lucas Moura 90' | Estádio: Arena Fonte Nova Público: 29 736 Renda: R$ R$ 1,037,672,00 Árbitro: RJ Alex Gomes Stefano |  |

| 9 de novembro | São Paulo                     | 2 − 1     | Athletico Paranaense | São Paulo                                                                                    |  |
| 21:00 (UTC−3) | Luciano 51' · André Silva 88' | Relatório | Julimar 68'          | Estádio: Morumbis Público: 34 777 Renda: R$ R$ 2,015,341,00 Árbitro: RS Rafael Rodrigo Klein |  |

| 20 de novembro | Red Bull Bragantino | 1 − 1     | São Paulo       | Bragança Paulista                                                                                  |  |
| 16:30 (UTC−3)  | Eduardo Sasha 15'   | Relatório | Lucas Moura 24' | Estádio: Nabi Abi Chedid Público: 8 895 Renda: R$ R$ 462,525,00 Árbitro: GO Wilton Pereira Sampaio |  |

| 23 de novembro | São Paulo                              | 2 − 2     | Atlético Mineiro  | São Paulo                                                                                  |  |
| 21:30 (UTC−3)  | Fausto Vera 23' (gc) · André Silva 45' | Relatório | Paulinho 2' e 18' | Estádio: Morumbis Público: 36 783 Renda: R$ R$ 2,100,000,00 Árbitro: RJ Alex Gomes Stefano |  |

| 1 de dezembro | Grêmio                                         | 2 − 1     | São Paulo        | Porto Alegre                                                                                     |  |
| 16:00 (UTC−3) | Franco Cristaldo 35' · Ruan Tressoldi 45' (gc) | Relatório | Luiz Gustavo 63' | Estádio: Arena do Grêmio Público: 39 414 Renda: R$ R$ 2,323,748,00 Árbitro: SC Ramon Abatti Abel |  |

| 4 de dezembro | São Paulo   | 1 − 2     | Juventude                              | São Paulo                                                                                     |  |
| 20:00 (UTC−3) | Luciano 76' | Relatório | Gabriel Taliari 52' · Erick Farias 61' | Estádio: Morumbis Público: 31 442 Renda: R$ R$ 1,611,245,00 Árbitro: DF Sávio Pereira Sampaio |  |

| 8 de dezembro | Botafogo                             | 2 − 1     | São Paulo         | Rio de Janeiro                                                                                         |  |
| 16:00 (UTC−3) | Jefferson Savarino 37' · Gregore 90' | Relatório | William Gomes 63' | Estádio: Olímpico Nilton Santos Público: 41 986 Renda: R$ R$ 3,000,925,00 Árbitro: RS Anderson Daronco |  |

## Estatísticas
Em 2024, o São Paulo disputou 68 partidas, obtendo 31 triunfos, 20 empates e 17 derrotas, o que resultou em um rendimento percentual de 55,4%. No que diz respeito à artilharia, Luciano terminou o ano com 18 tentos, alcançando o primeiro lugar neste ranking. Lucas Moura e Jonathan Calleri dividiram a segunda posição com 14 gols cada, enquanto André Silva e Ferreirinha completaram o pódio com oito gols cada.